# Christiane Dehl-von Kaenel
Christiane Dehl-von Kaenel (geborene Dehl) ist eine deutsche Klassische Archäologin.

## Leben
Dehl wurde 1979 mit der Arbeit Die korinthische Keramik des 8. und frühen 7. Jhs. v. Chr. in Italien. Untersuchungen zu ihrer Chronologie und Ausbreitung an der Universität Tübingen promoviert. 1980–1981 erhielt sie das Reisestipendium des Deutschen Archäologischen Instituts. Ihr Spezialgebiet ist die antike Vasenmalerei, insbesondere die korinthische Keramik. Sie ist mit dem Numismatiker Hans-Markus von Kaenel verheiratet.

## Veröffentlichungen (Auswahl)
- Die korinthische Keramik des 8. und frühen 7. Jhs. v. Chr. in Italien. Untersuchungen zu ihrer Chronologie und Ausbreitung (= Mitteilungen des Deutschen Archäologischen Instituts, Athenische Abteilung Beiheft 11). Gebr. Mann, Berlin 1984, ISBN 3-7861-1245-2 (= Dissertation)
- Corpus Vasorum Antiquorum Deutschland Band 53: Berlin, Antikenmuseum ehemals Antiquarium 6. C. H. Beck, München 1986, ISBN 3-406-31097-4.
- Die archaische Keramik aus dem Malophoros-Heiligtum in Selinunt. Die korinthischen, lakonischen, ostgriechischen, etruskischen und megarischen Importe sowie die „argivisch-monochrome“ und lokale Keramik aus den alten Grabungen. Antikensammlung, Staatliche Museen zu Berlin, Preußischer Kulturbesitz, Berlin 1995, ISBN 3-88609-371-9.
- mit Martin Bentz: Corpus Vasorum Antiquorum Deutschland Band 73: Göttingen, Archäologisches Institut der Universität 2: Korinthische und Etruskische Keramik. C. H. Beck, München 2001, ISBN 3-406-47450-0.
- Corpus Vasorum Antiquorum Deutschland Band 85: Berlin, Antikensammlung, ehemals Antiquarium 10: Geometrische Keramik. C. H. Beck, München 2009, ISBN 978-3-406-57839-7.
- Corpus Vasorum Antiquorum Deutschland Band 106: Dresden, Staatliche Kunstsammlungen, Skulpturensammlung 4: Geometrische und korinthische Keramik. C. H. Beck, München 2019, ISBN 978-3-7696-3783-0.